# Karasumi

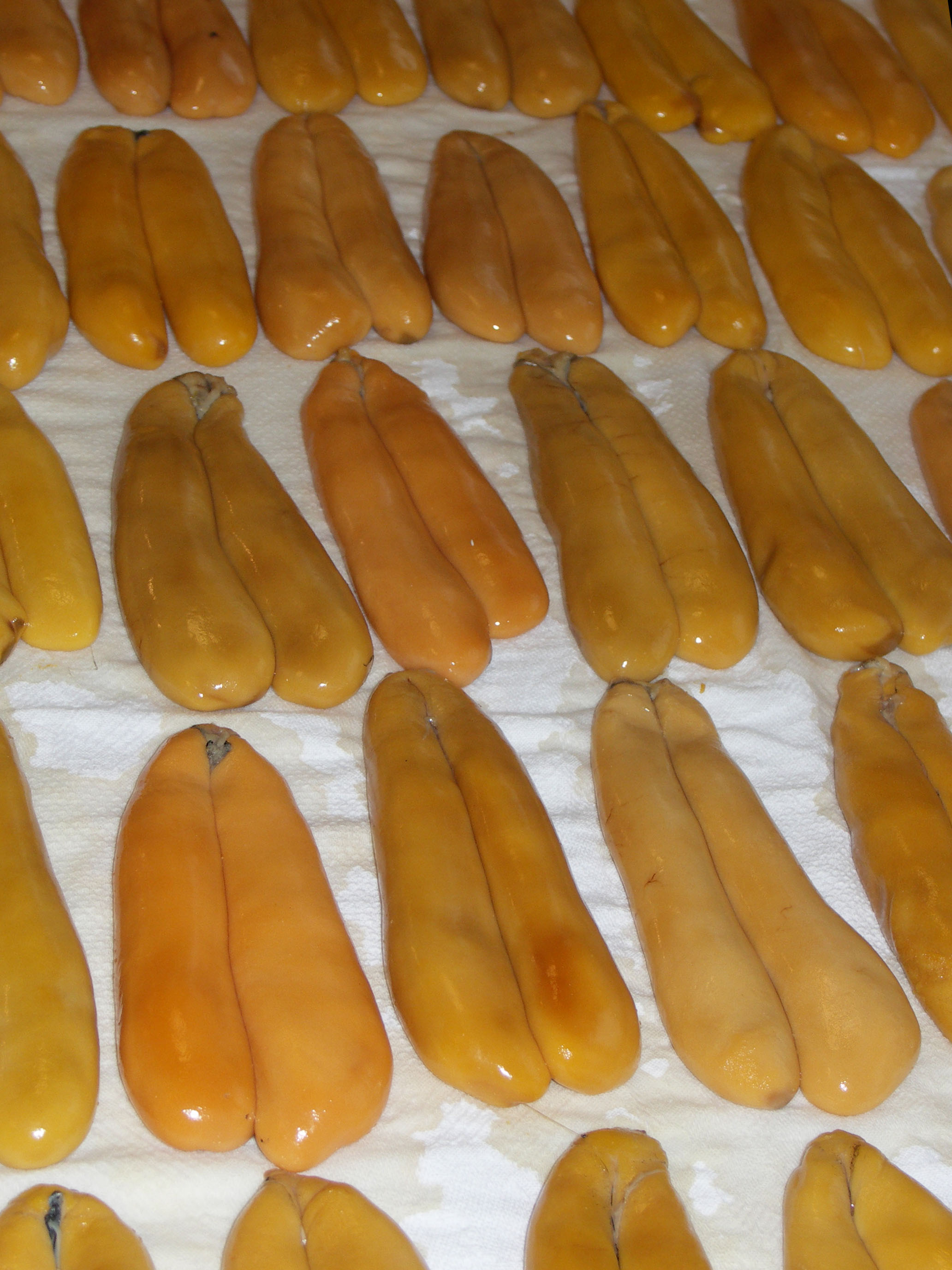
Karasumi

Karasumi (jap. 鱲子/からすみ) ist eine Spezialität der japanischen Küche aus der Gegend um Nagasaki. Es ist zusammen mit Uni (Seeigeleiern) und Konowata (gepökelten Seegurkeninnereien) eine der drei berühmtesten japanischen Delikatessen (Nippon sandai chinmi).
Es wird aus gesalzenem und in der Sonne getrocknetem Meeräschenrogen hergestellt. Dazu wird oft Sake getrunken. Es wird auch als Bestandteil von Kaiseki serviert.
Meeräschenrogen wird auch auf Sardinien in Italien (Bottarga) und auf Taiwan (chinesisch 烏魚子 / 乌鱼子, Pinyin Wūyúzi) besonders in der Stadt Donggang gegessen.

## Etymologie
Der Name soll von der Ähnlichkeit mit einem Block Sumi, schwarzer Tusche, kommen, die aus China (Kara) importiert wurde und im Shodō verwendet wurde. Allerdings sind helle Karasumi-Blöcke die beste Qualität. Die verwendeten Schriftzeichen bedeuten sinngemäß „Meeräschenrogen“ und sind Jukujikun, d. h. werden nur in dieser Kombination und diesem Kontext als Karasumi gelesen. Da 鱲 heute jedoch nicht mehr verwendet wird, wird üblicherweise die einfachere Hiragana-Schreibweise からすみ genutzt.